# Sinnion
 (octobre 2018).
Sinnion (en grec ancien : Σιννίων ou Σισίννιος ; nom d'origine indéterminée, peut-être persane) est un chef koutrigoure du vie siècle.
Sinnion est un vétéran de la guerre des Vandales,. Noté pour sa force et bravoure, Sinnion et Balas mènent un groupe de 600 auxiliaires massagètes (tous des archers montés), à la bataille de l'Ad Decimum, le 13 septembre 533.
Il devient ensuite le chef des Koutrigoures, succédant à Chinialon, entre 551 et 558, après que les Outigoures dirigés par Sandilkh eurent attaqué les Koutrigoures. Ayant essuyé de lourdes pertes, les Koutrigoures concluent un traité de paix avec l'Empire byzantin, et 2 000 Koutrigoures avec leurs femmes et enfants sont conduits par Sinnion au service de l'Empire et installés en Thrace,. L'abri fourni aux Koutrigoures n'a pas été bien reçu par Sandilch. Il est remplacé par Zabergan.

## Référencement